# Cozola punctata
Cozola punctata är en fjärilsart som beskrevs av Lambertus Johannes Toxopeus 1948. Cozola punctata ingår i släktet Cozola och familjen tofsspinnare. Inga underarter finns listade i Catalogue of Life.